# Toxicity (singl)
"Toxicity" je singl sastava System of a Down s njihova istoimenog albuma.
Singl su producirali Rubin, Malakian i Tankian, dok je basist Shavo Odadjian režirao spot, sniman u Los Angelesu. 
Iako pjesma nije postigla uspjeh poput singlova Chop Suey! i B.Y.O.B., jedna je od omiljenih pjesama njihovih obožavatelja. Uvrštena je na 14. mjesto VH1-ovog popisa 40 najboljih metal pjesama.

## Popis pjesama
1. "Toxicity" - 3:39
2. "X" (uživo) -
3. "Suggestions" (uživo)
4. "Marmalade" - 3:00
5. "Toxicity" (video)

## Vanjske poveznice
- Riječi pjesme